# Europäisches Olympisches Winter-Jugendfestival 2015/Biathlon
Beim Europäischen Olympischen Winter-Jugendfestival 2015 wurden fünf Wettbewerbe im Biathlon ausgetragen. Die Wettbewerbe fanden auf der Tschengla in Bürserberg statt.

## Medaillenspiegel
| Platz | Land        | Gold | Silber | Bronze | Gesamt |
| ----- | ----------- | ---- | ------ | ------ | ------ |
| 1     | Russland    | 1    | 2      | 1      | 4      |
| 2     | Norwegen    | 1    | 1      | 1      | 3      |
| 3     | Österreich  | 1    | 1      | –      | 2      |
| 3     | Schweden    | 1    | 1      | –      | 2      |
| 5     | Frankreich  | 1    | –      | 1      | 2      |
| 6     | Deutschland | –    | –      | 2      | 2      |

## Medaillengewinner
| Konkurrenz | Gold                 | Silber               | Bronze                    |
| ---------- | -------------------- | -------------------- | ------------------------- |
| Sprint     | Sergej Demitschew    | Sebastian Samuelsson | Igor Malinowski           |
| Verfolgung | Sebastian Samuelsson | Sturla Holm Lægreid  | Aleksander Fjeld Andersen |

| Konkurrenz | Gold                | Silber          | Bronze           |
| ---------- | ------------------- | --------------- | ---------------- |
| Sprint     | Anna-Maria Schreder | Tamara Steiner  | Emilie Bulle     |
| Verfolgung | Lou Jeanmonnot      | Wera Rumjanzewa | Sophia Schneider |

Mixed
| Konkurrenz | Gold                                                                              | Silber                                                                     | Bronze                                                                     |
| ---------- | --------------------------------------------------------------------------------- | -------------------------------------------------------------------------- | -------------------------------------------------------------------------- |
| Staffel    | NorwegenMathea Tofte Karoline Erdal Aleksander Fjeld Andersen Sturla Holm Lægreid | RusslandWera Rumjanzewa Irina Kasakewitsch Nikita Lobastow Igor Malinowski | DeutschlandMelanie Eccarius Sophia Schneider Marinus Veit Tobias Wanninger |

## Ergebnisse Männer

### Sprint
| Platz | Land        | Sportler                  | Zeit (min) | Fehler |
| ----- | ----------- | ------------------------- | ---------- | ------ |
| 1     | Russland    | Sergej Demitschew         | 24:45,1    | 0      |
| 2     | Schweden    | Sebastian Samuelsson      | 24:49,6    | 3      |
| 3     | Russland    | Igor Malinowski           | 24:58,5    | 3      |
| 4     | Norwegen    | Aleksander Fjeld Andersen | 25:14,7    | 3      |
| 5     | Russland    | Nikita Lobastow           | 25:36,5    | 2      |
| 6     | Ukraine     | Serhij Telen              | 25:40,6    | 2      |
| 7     | Norwegen    | Sturla Holm Lægreid       | 25:46,9    | 4      |
| 8     | Deutschland | Marinus Veit              | 25:53,0    | 2      |
| 9     | Ukraine     | Bohdan Zymbal             | 26:06,0    | 2      |
| 10    | Belarus     | Mikalaj Pasaschnitschenka | 26:12,5    | 3      |
| ...   |             |                           |            |        |
| 20    | Schweiz     | Julian Schumacher         | 26:47,5    | 2      |
| 24    | Deutschland | Tobias Wanninger          | 26:59,1    | 4      |
| 25    | Deutschland | Simon Groß                | 27:04,0    | 4      |
| 31    | Schweiz     | Sebastian Stalder         | 27:34,6    | 4      |
| 35    | Osterreich  | Sebastian Trixl           | 27:41,5    | 4      |
| 49    | Osterreich  | Lukas Kroll               | 28:38,0    | 4      |
| 55    | Schweiz     | Gian-Fadri Jäger          | 29:17,3    | 6      |
| 64    | Osterreich  | Maximilian Eberhard       | 30:16,1    | 5      |
| 66    | Deutschland | Tom Gombert               | 30:43,2    | 7      |

### Verfolgung
| Platz | Land        | Sportler                  | Zeit (min) | Fehler |
| ----- | ----------- | ------------------------- | ---------- | ------ |
| 1     | Schweden    | Sebastian Samuelsson      | 31:45,2    | 3      |
| 2     | Norwegen    | Sturla Holm Lægreid       | 31:50,8    | 3      |
| 3     | Norwegen    | Aleksander Fjeld Andersen | 32:30,8    | 3      |
| 4     | Russland    | Igor Malinowski           | 33:01,2    | 6      |
| 5     | Frankreich  | Morgan Lamure             | 33:07,6    | 1      |
| 6     | Deutschland | Tobias Wanninger          | 33:16,3    | 1      |
| 7     | Deutschland | Marinus Veit              | 33:42,6    | 2      |
| 8     | Frankreich  | Martin Perrillat Bottonet | 33:47,7    | 5      |
| 9     | Russland    | Nikita Lobastow           | 33:48,2    | 5      |
| 10    | Deutschland | Simon Groß                | 34:33,9    | 2      |
| ...   |             |                           |            |        |
| 15    | Schweiz     | Julian Schumacher         | 35:18,8    | 4      |
| 24    | Schweiz     | Sebastian Stalder         | 37:11,3    | 6      |
| 28    | Schweiz     | Nico Salutt               | 37:56,9    | 5      |
| 31    | Osterreich  | Sebastian Trixl           | 38:12,5    | 8      |
| 38    | Schweiz     | Gian-Fadri Jäger          | 38:39,2    | 6      |
| 45    | Osterreich  | Lukas Kroll               | 39:37,9    | 4      |

## Ergebnisse Frauen

### Sprint
| Platz | Land       | Sportler            | Zeit (min) | Fehler |
| ----- | ---------- | ------------------- | ---------- | ------ |
| 1     | Osterreich | Anna-Maria Schreder | 21:30,0    |        |
| 2     | Osterreich | Tamara Steiner      | 21:43,4    |        |
| 3     | Frankreich | Emilie Bulle        | 21:51,2    |        |

### Verfolgung
| Platz | Land        | Sportler         | Zeit (min) | Fehler |
| ----- | ----------- | ---------------- | ---------- | ------ |
| 1     | Frankreich  | Lou Jeanmonnot   | 27:17,9    |        |
| 2     | Russland    | Wera Rumjanzewa  | 27:30,6    |        |
| 3     | Deutschland | Sophia Schneider | 28:01,2    |        |

## Mixedstaffel
| Platz | Land Sportler                                                                     | Zeit (h)  | Strafrunden + Nachlader |
| ----- | --------------------------------------------------------------------------------- | --------- | ----------------------- |
| 1     | NorwegenMathea Tofte Karoline Erdal Aleksander Fjeld Andersen Sturla Holm Lægreid | 1:25:56,1 |                         |
| 2     | RusslandWera Rumjanzewa Irina Kasakewitsch Nikita Lobastow Igor Malinowski        | 1:26:34,8 |                         |
| 3     | DeutschlandMelanie Eccarius Sophia Schneider Marinus Veit Tobias Wanninger        | 1:26:37,0 |                         |